# Hohnhausen (Burgpreppach)
Hohnhausen ist ein Gemeindeteil der Gemeinde Burgpreppach im Landkreis Haßberge (Unterfranken, Bayern).

## Geographische Lage
Das Dorf Hohnhausen liegt südwestlich von Burgpreppach. Nördlich von Hohnhausen verläuft in Nordost-Südwest-Richtung die Bundesstraße 303. Nordwärts von Hohnhausen liegen die Ortschaften Ibind und Burgpreppach, westwärts Königsberg in Bayern, südwärts Bramberg und ostwärts Bischwind am Raueneck.

## Geschichte
Die erste bekannte urkundliche Erwähnung von Hohnhausen stammt aus dem Jahr 1148 im Zusammenhang mit einem Güteraustausch zwischen dem Kloster Ebrach und dem Würzburger Domkapitel, doch entstand es wahrscheinlich bereits um das Jahr 800.
Der zur evangelischen Pfarrei Burgpreppach gehörende Ort war im Besitz der Brüder Eitel Heinrich Fuchs von Bimbach zu Burgbreitbach und Ludwig Wilhelm Fuchs von Bimbach zu Gleisenau. Diese verkauften den Ort jedoch, wahrscheinlich auf Grund von Schulden durch den Dreißigjährigen Krieg, an die Truchseß von Wetzhausen. Dies bewirkte einen Wechsel des Ortes von der Pfarrei Burgpreppach zur Filialkirche Bramberg der Jesserndorfer Pfarrei im Jahr 1671. Seit 1820 gehört der Ort wieder zur Pfarrei Burgpreppach.
Am 1. Mai 1978 wurde Hohnhausen im Rahmen der Gemeindegebietsreform Gemeindeteil von Burgpreppach.